# Reinier Sybrand Bakels
Reinier Sybrand Bakels (Den Hoorn, 4 augustus 1873 – Den Haag, 9 juli 1956) was een Nederlandse jurist en schilder.

## Leven en werk
Bakels werd geboren op Texel als zoon van de doopsgezinde predikant Pieter Simon Bakels en Fokeltje Breugeman. 
Hij studeerde rechten aan de Universiteit van Amsterdam en ging na het behalen van zijn doctoraat in 1899 werken bij de gemeente Amsterdam. Hij was er hoofdcommies van de afdeling handelsinrichtingen tot hij in 1903 trouwde met Henriette van Wulfften Palthe (1878-1964), lid van de familie Palthe. Haar vader was een rijke textielindustrieel en medeoprichter van de Palthe-fabriek. Bakels ging zich richten op schilderen en begon met exposeren nadat hij zich in 1908 in Den Haag vestigde. Hij schilderde landschappen, stadsgezichten en haventaferelen, onder meer in Scheveningen, Enkhuizen en op Texel, later meer portretten.
Bakels werd een geziene figuur in de Haagse kunstwereld en was bevriend met onder anderen W.B. Tholen. Hij sloot zich aan bij de Pulchri Studio en was er enige tijd secretaris. Hij was lid en voorzitter (1932-1942) van de raad van bestuur van de Koninklijke Academie van Beeldende Kunsten en lid van de commissie van advies van het Haags Gemeentemuseum. Hij publiceerde ook over schilderkunst.
De schilder overleed op 82-jarige leeftijd. Hij was vader van verzetsstrijder Floris Bakels.